# The Barbarian and the Geisha
The Barbarian and the Geisha is een Amerikaanse dramafilm uit 1958 onder regie van John Huston.

## Verhaal
De Amerikaanse president Pierce stuurt Townsend Harris als ambassadeur naar Japan. Hij ondervindt er veel weerstand van de plaatselijke gezaghebbers. Hij wordt ook verliefd op de geisha Okichi.

## Rolverdeling
| Acteur      | Personage         |
| ----------- | ----------------- |
| John Wayne  | Townsend Harris   |
| Eiko Ando   | Okichi            |
| Sam Jaffe   | Henry Heusken     |
| So Yamamura | Gouverneur Tamura |